# 奧斯卡港群島
奧斯卡港群島是瑞典的群島，位於斯莫蘭對開的波羅的海，由奥斯卡港市镇負責管轄，全長55公里，由約5,500座島嶼組成，大部分島嶼由花崗岩組成。
57°13.122′N 16°29.598′E / 57.218700°N 16.493300°E